# Carpio de Azaba
Carpio de Azaba település Spanyolországban, Salamanca tartományban. Carpio de Azaba La Encina, El Bodón, Campillo de Azaba, Espeja, Gallegos de Argañán, Saelices el Chico és Ciudad Rodrigo községekkel határos. Lakosainak száma 112 fő (2024).

## Népesség
A település népessége az elmúlt években az alábbi módon változott:
| Lakosok száma | 110  | 100  | 115  | 115  | 108  | 101  | 105  | 112  | 115  | 112  |
|               | 2001 | 2004 | 2007 | 2009 | 2012 | 2014 | 2017 | 2019 | 2022 | 2024 |